# Baja (distrikt)
Baja är ett distrikt i Ungern. Det ligger i provinsen Bács-Kiskun, i den sydvästra delen av landet, 150 km söder om huvudstaden Budapest.